# SA800i
FOMA SA800i（フォーマ・エス エー はち まる まる アイ）は、三洋電機（大阪、現・京セラSANYOブランド）によって開発された、NTTドコモの第三世代携帯電話（FOMA）端末製品。ブランド名は、「キッズケータイ」。

## 概要
- GPS測位機能を搭載し「子どもへの配慮と保護」をコンセプトにした携帯電話として、2005年11月24日に発表、2006年3月4日に発売された。ドコモ初のローティーン層（主に小中学生）向けの端末で、GPS機能や、アラーム・緊急発呼連動型防犯ブザー等を搭載する。またFOMA端末の位置確認サービス「イマドコサーチ」や「ケータイお探しサービス」に対応している。
- 自宅や保護者など、最大5件の連絡先をワンタッチで呼び出し、簡単に電話やメールができる「直デン」ボタンを備える。
- 防犯ブザー機能を備えており、約100デシベルのアラームで危険を知らせることが可能。またブザーに連動し「最大3件の登録先へ自動的に電話発信」「定期的に現在地のGPS位置情報を保護者などへ送信」を行う。更に電源オフ時にはGPSを利用した位置情報サービス「イマドコサーチ」契約者に位置情報を知らせる。
- 電源が切られても一定時間ごとに自動的に電源が入る機能を搭載しており、さらに電池パック抜き取りを防ぐため、特殊ネジで電池パックが固定されている（専用の工具以外での電池の取り外しは不可能）。また暗証番号の入力なしでは完全に電源を切ることができない。ただし、暗証番号未設定又はキッズモード時暗証番号未設定の場合は電源を切ることが可能。
- そのため、この機種を携帯している子供が飛行機への搭乗時に問題となるケースが夏休みに続出した[注 1]。
- メニュー等の難しい漢字を平仮名で表示したり、スケジューラが学校の時間割表となるなどのキッズモードを搭載する。
- 「キッズiモード」を契約すれば、通常のiメニューの代わりに子ども向けコンテンツ「キッズiメニュー」を表示する。
- クリエイティブディレクターの佐藤可士和がデザインを担当し、本体および各種キー形状には繭型のデザインを使用している。
- キーの確認音には「ドレミ」の音が割り当てられ、キー色も本体色ごとに異なる色が使用されている。
- また2006年3月4日の発売日から佐藤可士和がデザインしたSA800i専用のキャリングケースが本機新規契約、機種変更した方に先着順にプレゼントの実施をしていた。（一部の地域、及び実施していない店舗もあった）
- 発売当初は3色であったが、2006年7月1日から同月31日まで、追加する新色をユーザ投票によって決定した（5色の中から2色を選択）。その結果を参考に、2006年12月1日に新色「チェリー」、「ライム」が追加されて全5色となった。
- なお、三洋電機が携帯電話事業から撤退し同事業は京セラに移管されたため[注 2]、キッズケータイはらくらくホンのノウハウを持つ富士通に引き継がれた。

| 主な対応サービス           | 主な対応サービス                    | 主な対応サービス         | 主な対応サービス             |
| -------------------------- | ----------------------------------- | ------------------------ | ---------------------------- |
| DCMX／おサイフケータイ     | うた・ホーダイ                      | 着うたフル／着うた       | デジタルオーディオプレーヤー |
| 直感ゲーム／メガiアプリ※   | Music&Videoチャネル／ビデオクリップ | 3Gローミング             | プッシュトーク               |
| FOMAハイスピード           | GPS／ケータイお探し                 | デコメール／デコメ絵文字 | iチャネル                    |
| 着もじ                     | テレビ電話／キャラ電                | 電話帳お預かりサービス   | フルブラウザ                 |
| おまかせロック／バイオ認証 | 外部メモリーへiモードコンテンツ移行 | トルカ                   | iC通信                       |
| きせかえツール／マチキャラ | バーコードリーダ／名刺リーダ        | 2in1                     | エリアメール                 |

※230kBまでのiアプリは対応。

## キッズiメニュー
- キッズ iモードフィルタ-2007年4月6日にキッズiモードから名称変更。iモードメニューサイトのみにアクセスできるホワイトリスト形式を採用。
- iモードフィルタ-2007年4月6日にキッズiモードプラスから名称変更。出会い系サイト、アダルト系、ギャンブル系サイトなどにフィルタリングをかけてアクセス禁止にするブラックリスト形式。ネットスター社のデータベースを使用。
- 時間制限-22時から翌日の6時までは一切のiモードによるアクセスを不可能にする。

## 歴史
- 2005年9月30日：電気通信端末機器審査協会（JATE）通過
- 2005年11月5日：技術基準適合証明（TELEC）通過
- 2005年11月24日：発表
- 2006年3月4日：発売
- 2006年12月4日：新色「チェリー」、「ライム」を追加

## 不具合
- 2006年8月31日：50日以上、電源を入れっぱなしだと動作を受け付けなくなる不具合が報告された。同様の不具合はSA702iでも発生する。（参考）